# ZINQ
Die ZINQ GmbH & Co. KG mit Hauptsitz in Gelsenkirchen ist eine europaweit tätige mittelständische Unternehmensgruppe mit Tätigkeitsschwerpunkt im  Feuerverzinken von Stahl. Sie beschäftigt etwa 1.700 Mitarbeiter und 80 Auszubildende an 45 Standorten in fünf Ländern.

## Tätigkeit
ZINQ ist auf das Feuerverzinken und Beschichten von Stahlanwendungen spezialisiert und Marktführer der Branche. Das Unternehmen konzentriert sich auf die Entwicklung und Herstellung von Oberflächen, die in den unterschiedlichsten Anwendungsgebieten der Stahlverarbeitung eingesetzt werden. Unter den eingetragenen Produktmarken duroZINQ, colorZINQ, microZINQ und verticalZINQ bietet das Unternehmen der stahlverarbeitenden Industrie verschiedene Oberflächenqualitäten auf Basis von Zink an, die sich in Schutzleistung, Funktion und Aussehen unterscheiden.

## Geschichte
1889 wurde das Stammwerk in Gelsenkirchen gegründet. 1960 übernahm Robert Voigt das Stammwerk und gründete Voigt & Schweitzer. 1980 gab es eine erste Beteiligung in den Niederlanden. 1985 übernahm Voigt & Schweitzer die Henssler Gruppe im Süden Deutschlands. 1989 begann der Bau der ersten Pulverbeschichtungsanlage. 1990 übernahm Voigt & Schweitzer die erste Verzinkerei in den neuen Bundesländern. 1993 begann der Bau der ersten Großverzinkerei in den neuen Bundesländern. 1995 folgte die Übernahme der ersten Beteiligung in Belgien. 1998 starb der Unternehmensgründer Robert Voigt.
2000 kam es zur Gründung der ersten Verzinkerei in Polen. 2001 folgte eine Beteiligung an einer niederländischen Verzinkungsgruppe. 2004 wurde die erste Microzinq-Anlage in Hagen in Betrieb genommen. 2021 firmierten alle Werke von Voigt & Schweitzer zu ZINQ.

## Standorte
Deutschland
- Alsdorf
- Arnsberg
- Beilstein
- Bruchsal
- Castrop-Rauxel
- Dresden
- Duisburg
- Essen
- Frankfurt (Oder)
- Gelsenkirchen
- Großräschen
- Hagen
- Heldrungen
- Kissing bei Augsburg
- Landsberg bei Halle
- Lausitz
- Leipzig
- Maintal
- Mannheim
- Netzschkau
- Neunkirchen (Saar)
- Plauen
- Rheine-Hauenhorst
- Trebbin

Belgien und Niederlande
- Antwerpen
- Charleroi
- Gent
- Houthalen
- Ieper
- Nieuw Amsterdam
- Overpelt
- Veenoord

Polen
- Bydgoszcz
- Ruda Śląska

Frankreich
- Saint Pourçain sur Sioule
- Chabeui
- Escrennes
- Vivier au court
- Senozan
- Meyzieu
- Canejan